# Compañía Aero Marítima Mallorquina

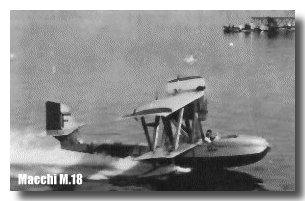
Macchi M.18 die von CAMSA eingesetzt wurden

Compañía Aero Marítima Mallorquina S.A. (CAMSA) war eine spanische Fluggesellschaft mit Sitz in Palma.

## Geschichte
CAMSA wurde 1921 von dem spanischen Flugpionier Manuel Colomer Llopis (1895–1922)  gegründet. Finanziert wurde CAMSA vom spanischen Unternehmer José Tous Ferrer.  Am 31. Mai 1921 landete das erste CAMSA-Wasserflugzeug vom Typ Savoia S-16, gesteuert von Manuel Colomer, im Hafengebiet von Palma. CAMSA hatte diese Maschine in Sesto Calende (Italien) erworben, und der Chefpilot Colomer überführte sie nach Barcelona. Dort nahm sie die erste Postfracht zum Transport auf die Baleareninsel auf. Dabei handelte es sich noch um einen Probebetrieb der Luftpost. 
Die Maschine wurde in der Bucht Cala Regana (Hafengebiet von Palma) stationiert und auf den Namen Mallorca getauft und nahm den Postlinien-Flugbetrieb zwischen Barcelona-Palma-Ibiza auf. Im Juni 1921 wurde eine zweite Maschine, die von Talleres Ripoll de Palma de Mallorca gebaut wurde, in Betrieb genommen und auf den Namen Ramón Llull getauft. Die Ramón Llull war vom Prinzip her ein Nachbau der S-16 mit einem 300 PS starken Fiat A.12 Motor und einigen Modifikationen für den Postflugbetrieb. CAMSA erwarb Ende 1921 drei weitere Maschinen vom Typ Macchi M.18, sie wurden auf die Namen Barcelona, Menorca und Ibiza getauft und das „Ministerio de Fomento“ erteilte CAMSA dann auch am 7. April 1922 die offizielle Genehmigung für den Postflugverkehr.

## Frühes Ende der CAMSA
Am 8. April 1922 startete Colomer mit seinem Mechaniker „Cesare Tizzi“ planmäßig in Palma mit dem Flugziel Hafen Barcelona. Die Maschine mit dem Rufzeichen „Ibiza“ kam jedoch nicht in Barcelona an. Die „Comandancia de Marina de Barcelona“ ordnete eine Suchaktion nach der verschwundenen Maschinen an. Die Besatzung des Schiffes „Margarita Taberner“, das von Vinaroz nach Barcelona unterwegs war, fand die Überreste der Maschine auf See und konnte den schwerverletzten Cesare Tizzi bergen. Der Pilot Manuel Colomer blieb jedoch verschollen, seine sterblichen Überreste wurden nie gefunden. 
Die anschließenden Untersuchungen vor allem auf der Grundlage von Tizzis Aussagen führten zu der Annahme, dass ein Motorschaden die Maschine ins Trudeln brachte und infolge der niedrigen Flughöhe über See der Aufschlag nicht zu vermeiden war. Zu seinem Gedenken benannte die Aero Marítima Mallorquina die dritte Savoia S-16 nach ihm.
Das Unternehmen CAMSA erholte sich nach dem Verlust des Firmengründers jedoch nicht mehr und wurde infolgedessen später aufgelöst.